# Synapturanus
Az Synapturanus a kétéltűek (Amphibia) osztályába, valamint a békák (Anura) rendjébe és a szűkszájúbéka-félék (Microhylidae) családjába tartozó nem.

## Előfordulása
A nembe tartozó fajok Dél-Amerika északi részén, Brazíliában, Kolumbiában, Ecuadorban, Guyanában, Francia Guyanában, Peruban  és Venezualában honosak.

## Rendszerezés
A nembe az alábbi fajok tartoznak:
- Synapturanus ajuricaba Fouquet, Leblanc, Fabre, Rodrigues, Menin, Courtois, Dewynter, Hölting, Ernst, Peloso & Kok, 2021
- Synapturanus artifex Osorno-Muñoz, Gutiérrez-Lamus, Lynch, Keefe, Caicedo-Portilla, Chan, Tonini & de Sá, 2023
- Tapírbéka (Synapturanus danta) Chávez, Thompson, Sánchez, Chávez-Arribasplata, & Catenazzi, 2022
- Synapturanus latebrosus Osorno-Muñoz, Gutiérrez-Lamus, Lynch, Keefe, Caicedo-Portilla, Chan, Tonini & de Sá, 2023
- Synapturanus mesomorphus Fouquet, Leblanc, Fabre, Rodrigues, Menin, Courtois, Dewynter, Hölting, Ernst, Peloso & Kok, 2021
- Synapturanus mirandaribeiroi Nelson & Lescure, 1975
- Synapturanus rabus Pyburn, 1977
- Synapturanus sacratus Osorno-Muñoz, Gutiérrez-Lamus, Lynch, Keefe, Caicedo-Portilla, Chan, Tonini & de Sá, 2023
- Synapturanus salseri Pyburn, 1975
- Synapturanus zombie Fouquet, Leblanc, Fabre, Rodrigues, Menin, Courtois, Dewynter, Hölting, Ernst, Peloso & Kok, 2021